# Serin roux
Crithagra rufobrunnea
Espèce
Statut de conservation UICN

 LC  : Préoccupation mineure
Synonymes
- Serinus rufobrunneus

Le Serin roux (Crithagra rufobrunnea) est une espèce de passereaux appartenant à la famille des Fringillidae.

## Répartition et sous-espèces
L'espèce est endémique de l'archipel de Sao Tomé-et-Principe.
Selon la classification de référence du Congrès ornithologique international (14.2, 2024) :
- S. r. rufobrunneus (Gray, 1862) — île Principe couleur cannelle[2] ;
- S. r. thomensis (Bocage, 1888) — île Sao Tomé plus verdâtre, gorge blanchâtre ;
- S. r. fradei de Naurois, 1975 — îlot Boné de Jóquei plus grand et rougeâtre, bec plus foncé.

## Différenciation  morphologique, vocale et génétique
Sur le plan morphologique, les serins de Boné présentent le bec le plus divergent en relation avec l’habitat le plus distinctif (monoculture des palmiers à huile comparativement aux habitats plus diversifiés de Sao Tomé-et-Principe) et donc avec le mode alimentaire également le plus différencié. Leur bec, à la fois plus long et plus large, traduit une adaptation au martelage des noix très dures. Ils sont aussi les plus lourds avec un rapport aile/poids le plus faible en relation avec une moindre nécessité de voler dans cet îlot densément couvert de palmiers. Ils présentent aussi le corps le plus grand, peut-être en relation avec le bec le plus fort, mais suggérant certainement une forte compétition intraspécifique et une faible compétition interspécifique. Les études ont montré que chez le serin roux (toutes sous-espèces confondues), le manteau est un caractère neutre et peu variable alors que les zones visibles en face-à-face (tête, collier, poitrine) sont soumises à la sélection. Le collier est la zone la plus importante dans la communication.
Chaque population possède un répertoire vocal différencié que l’on peut qualifier de dialecte (basé sur le type de syllabe et sur la syntaxe du chant). Des séquences audio des trois sous-espèces ont été enregistrées sur le terrain entre 2002 et 2004 puis comparées sur des sonagrammes. Ces séquences ont ensuite été passées en décembre 2004 à São Tomé, à Boné de Jóquei et à Príncipe, ce mois ayant été choisi car l’ensemble des données montre un maximum d’activité reproductrice entre novembre et janvier. Les résultats montrent que les oiseaux des trois sous-espèces répondent plus significativement lors du passage des émissions vocales de leur propre population. Ils ne semblent donc pas reconnaître les chants des autres sous-espèces. Le chant joue donc un rôle de barrière efficace en cas de contact secondaire par une autre population et peut ainsi éviter l’hybridation mais il représente aussi un premier stade vers la spéciation.
Pour les analyses génétiques, des oiseaux des trois populations ont été capturés, bagués, pesés et mesurés avec prélèvement de quelques plumes et d’un peu de sang puis ils ont été photographiés et relâchés. Les résultats montrent qu’il existe une structure génétique propre à chaque population donc à chaque île mais sans différence entre les populations occupant les forêts ou les plantations de São Tomé. La couleur du manteau (pas du collier, de la poitrine et de la tête) est le seul critère de coloration significativement corrélé à la variation génétique mais les modifications du chant et de la morphologie coïncident aussi avec les variations génétiques. La nette différenciation génétique entre les populations de Boné et de Príncipe est étonnant car elles sont éloignées de seulement 3 km et aucune des deux n’a perdu ses capacités de vol. Mais des cas similaires ont été rapportés suggérant que la traversée de petits bras de mer peut être empêchée par des barrières comportementales.

## Habitat

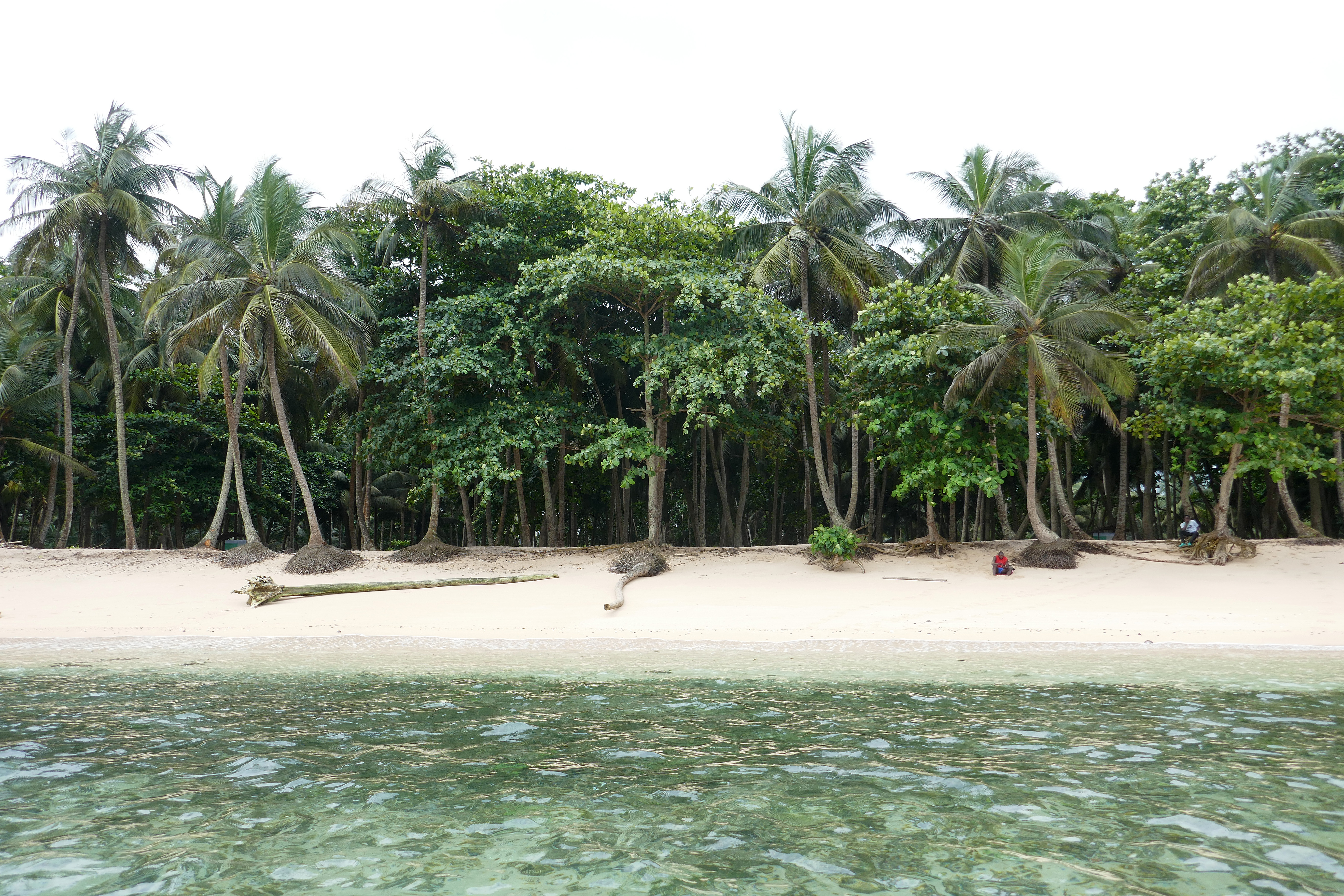
Cocoteraies de Porto Alegre.

À São Tomé, le serin roux est un oiseau commun des forêts primaires de montagne et de basse altitude du sud-ouest et du centre de l’île. Il fréquente également les vieilles forêts secondaires du pourtour du massif montagneux central et les habitats très dégradés et ouverts des plantations vivrières vers 1 000 m d’altitude où le faciès du paysage est nettement différent : massifs d’arbres, notamment du genre Pentaclethra, d’arbustes et de buissons, dominant une végétation basse de graminées, d’herbes et de cultures. Mais il descend aussi sur la côte, dans des milieux profondément modifiés par l’homme comme les plantations de cacao sous ombrage d’érythrines sur la côte nord-ouest, les cultures mixtes avec arbres fruitiers et végétation secondaire sur la côte sud-est, vers Ribeira Peixe, les grandes cocoteraies de Porto Alegre au sud, les savanes à cocotiers de la côte nord et les galeries sèches de Lagoa Azul.

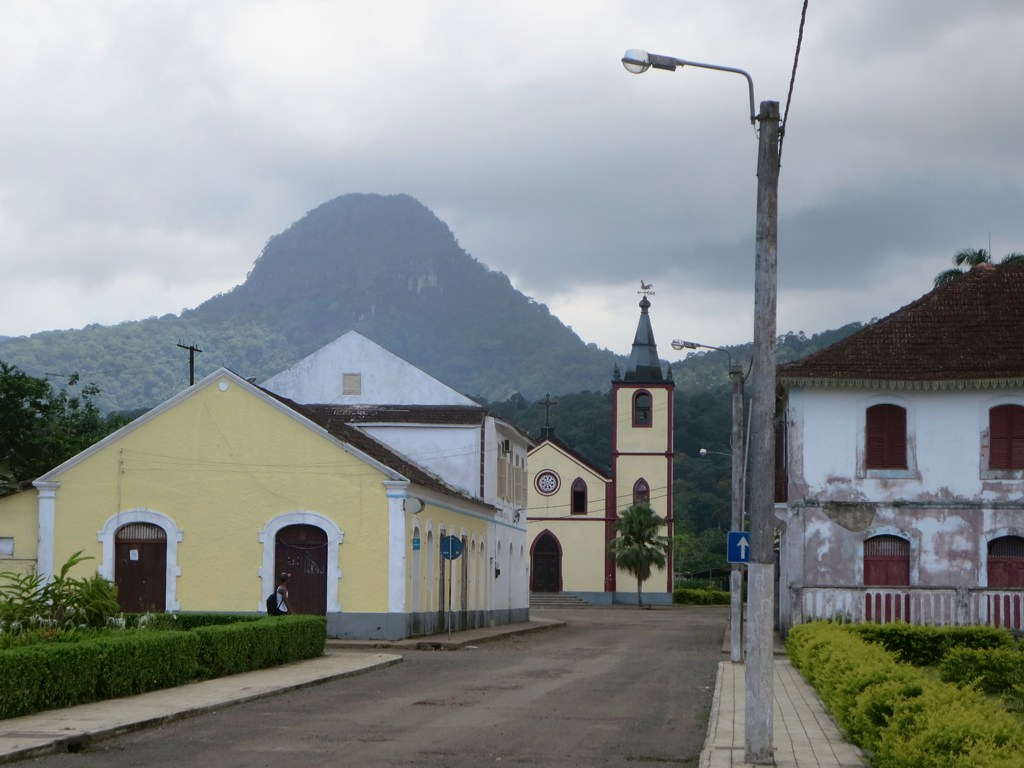
Pico Papagaio.

À Príncipe, on le trouve en lisière du massif forestier primaire en moyenne et haute vallée du rio Papagaio (pt) et dans le même type de végétation, sur la côte occidentale, au pied du pic Papagaio. Dès l’entrée en forêt primaire, on peut le repérer grâce à son chant. Dans le sud de l’île, il est également commun en forêt primaire de plaine et en forêt côtière où il est l’un des chanteurs les plus réguliers des cocotiers et des arbres du littoral. Mais il n’y a pas d’explication actuelle à la restriction de sa répartition dans le centre et le sud de Príncipe, ni à sa préférence d’habitat. Sur l’îlot Boné de Jóquei, il est inféodé aux palmiers Elaeis et à la végétation basse.

## Alimentation
Le serin roux ne se comporte pas comme un granivore, mais à la fois comme un frugivore et un insectivore. Il consomme, en zones dégradées, les fruits du Cecropia (Cecropiacées) et les baies noires du buisson Cestrum laevigatum (Solanacées). Dans les cultures mixtes, il décortique souvent des bourgeons d’Erythrina. En forêt primaire, il se nourrit également de bourgeons de Schefflera (Araliacées), et de feuilles et de fruits de Musanga. Il a aussi été observé en train de picorer vigoureusement le lichen couvrant les branches des grands arbres y recherchant certainement des insectes ou des pontes d’insectes. L’étude de son spectre alimentaire par les autres auteurs confirme qu’il peut être considéré comme généraliste, se nourrissant d’une large gamme de fruits et de graines, mais aussi d’insectes ,,.

## Comportement alimentaire
Parallèlement au comportement alimentaire classique des formes rufobrunneus et thomensis, fradei a développé toute une gamme de techniques de nourrissage comme l’exploration de l’écorce d’arbres à la manière d’un pic, le prélèvement d’insectes sur les rameaux, sur les feuilles et même dans les galets des rivières.

## Mœurs
Malgré son plumage sombre et peu brillant, le serin roux est facile à repérer. Il est généralement peu farouche, restant longtemps sur place dans le même arbre où il chante et se nourrit. Il est facile d’observation dans les habitats ouverts, en lisière de forêts et en bordure de rivières. Il est plus difficile à observer en forêt primaire à canopée fermée surtout s’il se tient dans la voûte notamment à Príncipe et dans les forêts de plaine du sud-ouest de São Tomé.

## Nidification
À Príncipe, un nid a été découvert à la mi-mars 1970 à 3,50 m de hauteur, bien dissimulé dans le feuillage d’un arbuste surplombant un chemin. C’était une coupe de brindilles avec une garniture intérieure d’herbes sèches; le fond était parfaitement propre et paraissait prêt à recevoir des œufs. À Boné de Jóquei, un nid fraîchement construit fut trouvé, à quelques mètres de l’estran caillouteux, il avait été arraché par le vent à un rameau de palmier. La structure, parfaitement conservée, montrait que ce nid avait été simplement posé (sans amarrage) sur la partie horizontale d’une branche en arceau, à mi-distance entre l’aisselle et les palmes.
À São Tomé, quatre nids, en tous points semblables à ceux de Príncipe, ont été trouvés. Ils étaient placés entre 4 et 10 m de hauteur et, le plus souvent, bien dissimulés dans le feuillage et à l’écart des habitations sauf pour un cas dans un arbre totalement défolié et à proximité d’une maison. Ils étaient faits de brindilles et de tiges d’herbes desséchées, généralement assez raides et cassantes, mêlées d’un peu de mousse. La ponte normale était de trois œufs blanc pur, peut-être seulement deux œufs dans certains cas. Ils nichaient par couples isolés les uns des autres et non en colonies, la reproduction occupant au moins huit à neuf mois sur douze. À Príncipe et São Tomé, deux périodes d’intense activité reproductrice ont lieu de juin à août et de novembre à janvier et coïncident avec les saisons relativement sèches ; gravana de juin à août, gravanito de fin décembre à fin janvier : ce qui paraît logique pour une espèce dont le nid est une coupe ouverte.

## Statut

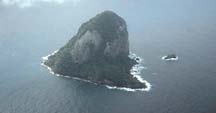
Îlot Boné de Jóquei (ou Caroco).

La capacité d’exploiter différentes ressources alimentaires a fait du serin roux l’un des oiseaux les plus communs de São Tomé où il se reproduit du niveau de la mer à 2 025 m d’altitude. À Príncipe, il est confiné aux forêts matures du sud mais rare dans les zones cultivées du nord. À Boné, il est extrêmement abondant avec des groupes de dix oiseaux partout dans l’îlot. Ces densités sont dues aux forêts à palmiers à huile qui constituent la principale couverture végétale. Les effectifs de São Tomé sont beaucoup plus importants que ceux de Príncipe et de Boné, ces deux dernières îles ayant une population d’importance similaire.